# Caratteristiche di albedo di Marte
Segue una lista delle albedo presenti sulla superficie di Marte. La nomenclatura di Marte è regolata dall'Unione Astronomica Internazionale; la lista contiene solo caratteristiche ufficialmente riconosciute da tale istituzione.
Le caratteristiche di albedo di Marte riprendono i nomi di alcune già presenti sulle mappe marziane di Eugène Michel Antoniadi e Giovanni Virginio Schiaparelli, che a loro volta si rifacevano a termini della cultura classica greca, romana ed egizia. Unica eccezione Yaonis Regio che è ispirato alla cultura cinese.
Si conta anche una caratteristica inizialmente battezzata dall'IAU e la cui denominazione è stata poi abrogata.

## Prospetto
| Albedo                  | Eponimo | Latitudine | Longitudine | Diametro |
| ----------------------- | --- | ---------- | ----------- | -------- |
| Aeolis                  | Isole Eolie - Le isole dove erano custoditi i venti. | 4,94° S    | 145° E      | n.d.     |
| Aeria                   | Aeria - Antico nome dell'Egitto. | 9,88° N    | 50° E       | n.d.     |
| Aetheria                | Etere - L'elemento in cui nella visione aristotelica si muovevano gli astri. | 39,67° N   | 130° E      | n.d.     |
| Aethiopis               | Etiopia - La terra che segnava il limite meridionale del mondo classico. | 9,88° N    | 130° E      | n.d.     |
| Amazonis                | Amazzoni - Popolo di donne guerriere della mitologia greca. | 0° N       | 220° E      | n.d.     |
| Amenthes                | Amenthes - L'oltretomba degli egizi. | 4,94° N    | 110° E      | n.d.     |
| Aonium Sinus            | Baia di Aonia - La regione con i monti dove risiedevano le Muse. | 44,66° S   | 255° E      | n.d.     |
| Arabia                  | Arabia - Nella cultura classica il nome indicava un'area più vasta di quella attuale comprendente anche le odierne Giordania, Siria meridionale e penisola del Sinai.                                                                                | 19,78° N   | 30° E       | n.d.     |
| Arcadia                 | Arcadia - Regione centrale del Peloponneso. | 44,66° N   | 260° E      | n.d.     |
| Argyre                  | Argira - Isola d'argento nell'Oceano Indiano. | 44,66° S   | 335° E      | n.d.     |
| Arnon                   | Arnon - Antico nome dell'odierno fiume Wadi Mujib in Giordania. | 47,66° N   | 25° E       | n.d.     |
| Aurorae Sinus           | Baia dell'aurora. | 14,83° S   | 310° E      | n.d.     |
| Ausonia                 | Ausonia - La terra abitata dagli Ausoni. Originariamente indicante un territorio corrispondente all'incirca all'attuale provincia di Reggio Calabria, il concetto venne man mano esteso fino ad indicare in epoca romana l'intera penisola italiana. | 39,67° S   | 110° E      | n.d.     |
| Baltia                  | Baltia - Mitica isola del nord europa ricca di ambra. | 59,71° N   | 310° E      | n.d.     |
| Boreosyrtis             | Boreosyrtis - Letteralmente Syrtis settentrionale. Nome composito per quella che sembra essere la continuazione settentrionale di Nilosyrtis. | 54,68° N   | 70° E       | n.d.     |
| Candor                  | Candor - Parola latina che significa sia splendore che bianchezza. | 2,96° N    | 285° E      | n.d.     |
| Casius                  | Casio - Epiteto di Zeus nella forma in cui era adorato in Siria. | 39,67° N   | 100° E      | n.d.     |
| Cebrenia                | Cebrenia - Provincia nord-orientale della piana di Troia. | 49,67° N   | 150° E      | n.d.     |
| Cecropia                | Cecropia - Antica città della Grecia da cui sarebbe nata Atene. | 59,71° N   | 40° E       | n.d.     |
| Ceraunius               | Cerauni - Monti che segnano il confine dell'Epiro. | 19,78° N   | 267° E      | n.d.     |
| Cerberus                | Cerbero - Cane a tre teste, guardiano dell'oltretomba. | 14,83° N   | 155° E      | n.d.     |
| Chalce                  | Calchi - Isola ad ovest di Rodi. | 49,67° S   | 360° E      | n.d.     |
| Chersonesus             | Chersoneso - Antico nome della penisola di Gallipoli sul lato europeo dei Dardanelli. | 49,67° S   | 100° E      | n.d.     |
| Chryse                  | Crisa - Isola d'oro nell'Oceano Indiano. | 9,88° N    | 330° E      | n.d.     |
| Chrysokeras             | Corno d'Oro - Insenatura sulla costa europea dell'odierna Istanbul. | 49,67° S   | 250° E      | n.d.     |
| Claritas                | Claritas - Parola latina che significa lucentezza. | 34,68° S   | 250° E      | n.d.     |
| Copais Palus            | Palude Copaide - Antico lago carsico, ora prosciugato, della Beozia in Grecia. | 54,68° N   | 80° E       | n.d.     |
| Coprates                | Coprates - Antico nome dell'odierno fiume Dez in Iran. | 14,83° S   | 295° E      | n.d.     |
| Cyclopia                | Cyclopia - Terra abitata dai Ciclopi. | 4,94° S    | 130° E      | n.d.     |
| Cydonia                 | Cidonia - Antica città sull'isola di Creta. | 39,67° N   | 360° E      | n.d.     |
| Deltoton Sinus          | Baia del triangolo - Forma un triangolo con Iapygia e Oenotria. | 3,95° S    | 55° E       | n.d.     |
| Depressio Hellespontica | Depressione dell'Ellesponto - Nome connesso a Hellespontus. | 59,71° S   | 20° E       | n.d.     |
| Deucalionis Regio       | Regione di Deucalione - Personaggio della mitologia greca sopravvissuto al diluvio inviato da Zeus. | 14,83° S   | 20° E       | n.d.     |
| Deuteronilus            | Il secondo Nilo - Parte del canale Nilus. | 34,68° N   | 360° E      | n.d.     |
| Diacria                 | Diacria - Regione dell'Attica. | 49,67° N   | 180° E      | n.d.     |
| Dioscuria               | Dioscuria - Terra dei Dioscuri, i gemelli Castore e Polluce. | 49,67° N   | 40° E       | n.d.     |
| Edom                    | Edom - Antico territorio a sud del Mar Morto. | 0° N       | 15° E       | n.d.     |
| Electris                | Electris - Nella mitologia greca, isola d'ambra (in greco electron) lungo l'Eridano, l'odierno Po, formata dalle lacrime delle sorelle di Fetonte.                                                                                                   | 44,66° S   | 170° E      | n.d.     |
| Elysium                 | Eliseo - Nella mitologia greca e romana, il luogo destinato alle anime di coloro che erano benvoluti dagli dei. | 24,74° N   | 150° E      | n.d.     |
| Eridania                | Eridania - Regione dell'Eridano, l'odierno Po. | 44,66° S   | 140° E      | n.d.     |
| Eunostos                | Eunostos - Nella mitologia greca, zona limitrofa ai Campi Elisi. | 21,77° N   | 240° E      | n.d.     |
| Euphrates               | Eufrate - Fiume che nella Bibbia demarcava l'Oriente e che si diceva avesse origine nell'Eden. | 19,78° N   | 25° E       | n.d.     |
| Gehon                   | Gihon - Fiume che nella Bibbia si dice avesse origine nell'Eden. Non vi è un'interpretazione condivisa della corrispondenza con un fiume reale. | 14,83° N   | 360° E      | n.d.     |
| Hellas                  | Ellade - Antico nome della Grecia. | 39,67° S   | 70° E       | n.d.     |
| Hellespontus            | Ellesponto - Antico nome dei Dardanelli. | 49,67° S   | 35° E       | n.d.     |
| Hesperia                | Esperia - L'Occidente dove tramonta il sole: per i greci indicava l'Italia, per i romani la penisola iberica. | 19,78° S   | 120° E      | n.d.     |
| Hiddekel                | Hiddekel - Fiume che nella Bibbia si dice avesse origine nell'Eden. Si ritiene corrisponda al Tigri. | 14,83° N   | 15° E       | n.d.     |
| Hyperboreus Lacus       | Lago dell'estremo nord - Nome ispirato dalla posizione. | 74,83° N   | 300° E      | n.d.     |
| Iapygia                 | Iapigia - Antico nome della Puglia. | 19,78° S   | 65° E       | n.d.     |
| Icaria                  | Icaria - Isola del Mar Egeo presso cui si inabissò Icaro. | 39,67° S   | 230° E      | n.d.     |
| Ismenius Lacus          | Lago dell'Ismeno - Fiume della Beozia. | 39,67° N   | 30° E       | n.d.     |
| Jamuna                  | Yamuna - Fiume confluente del Gange. | 9,88° N    | 320° E      | n.d.     |
| Juventae Fons           | Fonte della giovinezza - Una mitologica fonte che in epoca classica si riteneva fosse in India. | 4,94° S    | 297° E      | n.d.     |
| Laestrygon              | Lestrigoni - Leggendario popolo di giganti antropofagi. | 0° N       | 160° E      | n.d.     |
| Lemuria                 | Lemuria - Leggendario continente posto nell'Oceano Indiano. | 69,78° N   | 160° E      | n.d.     |
| Libya                   | Libia - In epoca classica indicava un'area più estesa dell'attuale stato libico corrispondente all'incirca all'odierno Maghreb. | 0° N       | 90° E       | n.d.     |
| Lunae Palus             | Palude della Luna - Con possibile riferimento alla divinità romana o ai Monti della Luna dove si immaginava ci fossero le sorgenti del Nilo. | 14,83° N   | 295° E      | n.d.     |
| Mare Acidalium          | Mare di Acidalia - Fonte della Beozia dove si lavavano le Grazie. | 44,66° N   | 330° E      | n.d.     |
| Mare Australe           | Mare del Sud - Nome ispirato dalla posizione. | 59,71° S   | 350° E      | n.d.     |
| Mare Boreum             | Mare del Nord - Nome ispirato dalla posizione. | 59,71° N   | 180° E      | n.d.     |
| Mare Chronium           | Mare Cronio - Mare ghiacciato dell'estremo nord. | 57,7° S    | 150° E      | n.d.     |
| Mare Cimmerium          | Mare dei Cimmeri - Antica popolazione indoeuropea presente nei miti greci. | 19,78° S   | 140° E      | n.d.     |
| Mare Erythraeum         | Mare Eritreo - Antico nome greco del Mar Rosso. | 24,74° S   | 320° E      | n.d.     |
| Mare Hadriacum          | Mare Adriatico - Parte del mar Mediterraneo compresa tra la penisola italiana e la penisola balcanica. | 39,67° S   | 90° E       | n.d.     |
| Mare Serpentis          | Mare del Serpente - Nome derivato dalla costellazione del Serpente. | 29,71° S   | 40° E       | n.d.     |
| Mare Sirenum            | Mare delle Sirene - Figure della mitologia greca. | 29,71° S   | 205° E      | n.d.     |
| Mare Tyrrhenum          | Mar Tirreno - Parte del mar Mediterraneo compresa tra la penisola italiana, la Sicilia, la Sardegna e la Corsica. | 19,78° S   | 105° E      | n.d.     |
| Margaritifer Sinus      | Baia delle Perle - Nome ripreso dalla Coste delle Perle sull'Oceano Indiano. | 9,88° S    | 335° E      | n.d.     |
| Memnonia                | Terra di Memnone - Re di Persia e Etiopia, alleato di Troia. | 19,78° S   | 210° E      | n.d.     |
| Meroe                   | Meroe - Città dell'antico Egitto e isola del Nilo, corrisponde all'odierna Atbar. | 34,68° N   | 75° E       | n.d.     |
| Moab                    | Moab - Regione montuosa citata nella Bibbia. | 19,78° N   | 10° E       | n.d.     |
| Moeris Lacus            | Lago Moeris - Antico nome del lago Qarun. | 7,91° N    | 90° E       | n.d.     |
| Nectar                  | Nettare - La bevanda degli dei, detta anche Ambrosia. | 27,72° S   | 288° E      | n.d.     |
| Neith Regio             | Regione di Neith - Dea della morte nella mitologia egizia. Per estensione il termine indicava anche l'oltretomba. | 37,67° N   | 88° E       | n.d.     |
| Nepenthes               | Nepente - Nell'Odissea, farmaco di origine egiziana che leniva ogni dolore. | 19,78° N   | 100° E      | n.d.     |
| Nereidum Fretum         | Stretto delle Nereidi - Ninfe marine della mitologia greca. | 44,66° S   | 305° E      | n.d.     |
| Niliacus Lacus          | Lago del Nilo - Il fiume lungo il quale si sviluppò la civiltà egizia. | 29,71° N   | 330° E      | n.d.     |
| Nilokeras               | Il corno del Nilo - Parte del canale Nilus. | 29,71° N   | 305° E      | n.d.     |
| Nilosyrtis              | Nilosyrtis - Nome composito del tratto del canale Nilus tra Protonilus e Syrtis Major. | 41,66° N   | 70° E       | n.d.     |
| Nix Olympica            | Neve dell'Olimpo - La montagna sede degli dei. | 19,78° N   | 230° E      | n.d.     |
| Noachis                 | Terra di Noè - Patriarca biblico. | 44,66° S   | 30° E       | n.d.     |
| Ogygis Regio            | Regione di Ogigo - Primo re di Tebe. | 44,66° S   | 295° E      | n.d.     |
| Olympia                 | Olimpia - Città dell'antica Grecia. | 79,88° N   | 160° E      | n.d.     |
| Ophir                   | Ofir - Terra verso cui Salomone inviò una spedizione. | 9,88° S    | 295° E      | n.d.     |
| Ortygia                 | Ortigia - Antico nome dell'isola di Delo. | 59,71° N   | 360° E      | n.d.     |
| Oxia Palus              | Paludi dell'Oxus - Lago formato dall'Oxus, corrispondente all'odierno lago d'Aral. | 7,91° N    | 342° E      | n.d.     |
| Oxus                    | Oxus - Antico nome del fiume Amu Darya. | 19,78° N   | 348° E      | n.d.     |
| Panchaia                | Pancaia - Mitica isola del mar Rosso ricca di franchincenso, oro e argento. | 59,71° N   | 160° E      | n.d.     |
| Pandorae Fretum         | Stretto di Pandora - La figura mitologica legata al mito della nascita dei mali del mondo. | 24,74° S   | 44° E       | n.d.     |
| Phaethontis             | Terra di Fetonte - Figura mitologica greca che rubò il carro del sole. | 49,67° S   | 205° E      | n.d.     |
| Phison                  | Pison - Fiume che nella Bibbia si dice avesse origine nell'Eden. Non vi è un'interpretazione condivisa della corrispondenza con un fiume reale. | 19,78° N   | 40° E       | n.d.     |
| Phlegra                 | Flegra - Regione della penisola Calcidica in cui Zeus colpì i Titani con i fulmini. | 31° N      | 172,2° E    | 134 km   |
| Phoenicis Lacus         | Lago della Fenice - Uccello mitologico che risorgeva dalle proprie ceneri. | 11,86° S   | 250° E      | n.d.     |
| Phrixi Regio            | Regione di Frisso - Personaggio della mitologia greca che fuggì a cavallo del montone dal vello d'oro. | 39,67° S   | 290° E      | n.d.     |
| Promethei Sinus         | Baia di Prometeo - Personaggio della mitologia greca che donò agli uomini il fuoco. | 64,74° S   | 80° E       | n.d.     |
| Propontis               | Propontide - Antico nome del mar di Marmara. | 44,66° N   | 175° E      | n.d.     |
| Protei Regio            | Regione di Proteo - Nella mitologia greca, divinità marina con il dono della profezia. | 22,76° S   | 310° E      | n.d.     |
| Protonilus              | Il primo Nilo - Parte del canale Nilus. | 41,66° N   | 45° E       | n.d.     |
| Pyrrhae Regio           | Regione di Pirra - Personaggio della mitologia greca sopravvissuta al diluvio inviato da Zeus. | 14,83° S   | 322° E      | n.d.     |
| Scandia                 | Scandia - Antico nome della Scandinavia. | 60,21° N   | 212,1° E    | n.d.     |
| Sinai                   | Sinai - Penisola che separa il mar Mediterraneo dal mar Rosso dove forma i golfi di Suez e di Aqaba. | 19,78° S   | 290° E      | n.d.     |
| Sinus Meridiani         | Baia del Meridiano - Nome ispirato dalla posizione. | 4,94° S    | 360° E      | n.d.     |
| Sinus Sabaeus           | Golfo sabeo - Mitica popolazione etiope. | 7,91° S    | 20° E       | n.d.     |
| Sithonius Lacus         | Lago sitone - Dal nome della penisola centrale delle tre penisole minori della penisola Calcidica. | 44,66° N   | 115° E      | n.d.     |
| Solis Lacus             | Lago del Sole - La stella del nostro sistema solare. | 27,72° S   | 270° E      | n.d.     |
| Styx                    | Stige - Uno dei cinque fiumi dell'oltretomba greco-romano. | 29,71° N   | 160° E      | n.d.     |
| Syria                   | Siria - Nella cultura classica il nome indicava un'area più vasta di quella attuale comprendente anche il Libano e parte dell'Iraq. | 19,78° S   | 260° E      | n.d.     |
| Syrtis Major            | Grande Sirte - Antico nome del golfo della Sirte. | 9,88° N    | 70° E       | n.d.     |
| Tanais                  | Tanais - Antico nome del Don. | 49,67° N   | 290° E      | n.d.     |
| Tempe                   | Tempe - Valle a sud del monte Olimpo. | 39,67° N   | 290° E      | n.d.     |
| Tharsis                 | Tartesso - Antica città della penisola iberica. | 0° N       | 260° E      | n.d.     |
| Thaumasia               | Terra di Taumante - Taumante era una divinità marina della mitologia greca. Poiché Thaumas significa anche meraviglia, il nome può essere interpretato anche come Terra meravigliosa; in questa forma può fare riferimento all'Arabia.               | 34,68° S   | 275° E      | n.d.     |
| Thoth                   | Thot - Il messaggero degli dei nella mitologia egizia. | 29,71° N   | 105° E      | n.d.     |
| Thyle                   | Thule - Terra del lontano nord, probabilmente corrispondente all'attuale Norvegia. | 69,78° S   | 180° E      | n.d.     |
| Thymiamata              | Terra degli incensi - Probabilmente lo Yemen o l'India. | 9,88° N    | 350° E      | n.d.     |
| Tithonius Lacus         | Lago di Titone - Personaggio della mitologia greca che ebbe in dono la vita eterna ma non l'eterna giovinezza. | 4,94° S    | 275° E      | n.d.     |
| Tractus Albus           | Zona bianca. | 29,71° N   | 280° E      | n.d.     |
| Trinacria               | Trinacria - Antico nome della Sicilia. | 24,74° S   | 92° E       | n.d.     |
| Trivium Charontis       | Incrocio di Caronte - Zona dove si incrociano vari canali cui furono dati nomi ispirati all'oltretomba. | 19,78° N   | 162° E      | n.d.     |
| Uchronia                | Terra senza tempo. | 69,78° N   | 100° E      | n.d.     |
| Umbra                   | Ombra. | 49,67° N   | 70° E       | n.d.     |
| Utopia                  | Terra senza luogo - In quanto non luogo ha assunto anche il significato politico del termine omonimo. | 49,67° N   | 110° E      | n.d.     |
| Vulcani Pelagus         | Mare di Vulcano - Divinità romana del fuoco. | 34,68° S   | 345° E      | n.d.     |
| Xanthe                  | Giallastro - Parola greca indicante il giallo che vira verso il rosso. | 9,88° N    | 310° E      | n.d.     |
| Yaonis Regio            | Regione di Yao - Imperatore cinese. | 39,67° S   | 40° E       | n.d.     |
| Zephyria                | Terra dello Zefiro - Il vento che spira da ponente. | 0° N       | 165° E      | n.d.     |

## Prospetto della nomenclatura abolita
| Albedo       | Eponimo                                        | Latitudine | Longitudine | Diametro | Motivazione |
| ------------ | ---------------------------------------------- | ---------- | ----------- | -------- | ----------- |
| Isidis Regio | Regione di Iside - Dea egizia della fertilità. | 19,78° N   | 85° E       | n.d.     | Abolita.    |